# SB-357,134
SB-357,134 je lek koji se koristi u naučnim istraživanjima. On deluje kao potentan, selektivan i oralno aktivan antagonist 5-6 receptora. SB-357,134 i drugi 5-HT6 antagonisti manifestuju nootropne efekte u životinjskim studijama, i potencijalno mogu da služe kao treatmen za kognitivne poremećaje kao što su šizofrenija i Alchajmerova bolest.